# 源義経 (NHK大河ドラマ)
『源義経』（みなもとのよしつね）は、1966年1月2日から同年12月25日にかけてNHKで放送された4作目の大河ドラマ。源平合戦において源氏を率いた源義経の生涯を描いた。

## 企画・制作
原作は村上元三の歴史小説『源義経』。脚本も村上が担当しているが、この場合は自らの文学作品を脚色しているため、オリジナル作品というわけではない。生まれ落ちて間もなくの、母常磐や兄たちとの雪中の逃避行から、衣川館で自害し、兄頼朝が奥州を征服するまでを描く。
源義経を演じた尾上菊之助は史上最年少での主演（放送開始時23歳）。なお、この記録を更新したのは奇しくも39年後の大河ドラマ『義経』で源義経を演じた滝沢秀明である（放送開始時22歳）。
前年放送の『太閤記』で大きな反響を呼んだ緒形拳が本作でも続けて起用され、武蔵坊弁慶役で出演した。『太閤記』に続いて2作連続で演出を務める吉田直哉は、その多忙さから本作に関することは全てプロデューサーの合川明に任せたが、弁慶役に緒形を起用することにはこだわった。緒形は、『太閤記』の主演に抜擢されたとはいえまだ新人の部類であり、その新人を1年で放り出すのは無責任であるという吉田の親心と、前年に秀吉を演じた男が弁慶を演じることで（前年の『太閤記』が教科書のように見られたことへの危惧から）フィクションであることを強調したかったという狙いがあった。原作・脚本の村上元三は市村竹之丞、プロデューサーの合川明は三國連太郎をそれぞれ推薦したが、最終的には、現場を預かる吉田の意思を尊重するということで合川が村上を説得し、緒形に決定した。なお、市村は本作では平知盛役で出演している。前作『太閤記』では第1回の冒頭に東海道新幹線を出すという斬新な演出を見せた吉田だったが、『太閤記』を作りきって歴史ドラマに現代劇を持ち込むやり方に限界を覚え、「神話的英雄」を描く方向で義経を題材とし、歌舞伎や映画のスターを主役級に起用したという。なお、17代目中村勘三郎が後白河法皇を演じたシーンも撮影されたが、編集の段階でカットされたため、本編には未登場となっている。
菊之助と静御前を演じた藤純子は、このドラマの共演が縁で後に結婚した。

## 反響
初回視聴率32.5%。最高視聴率32.5%。平均視聴率23.5%。

## 登場人物
太字は総集編に登場

### 義経周辺の人々
源義経（みなもとの よしつね）
（牛若丸→遮那王→源義経）
演：尾上菊之助
少年時代、親から離され育つ。その後、軍事的な才能を駆使して平家を滅亡に追い込む。しかし、政治的な知識には欠けそれが悲劇を招く。
「政治能力の欠如」は『草燃える』（1979年）でも描かれているが、そちらでは本作と違い、粗暴な人物として描かれている。
武蔵坊弁慶（むさしぼうべんけい）
演：緒形拳（吹替：林邦史朗）
主君に対する忠誠心を持ち、義経を必死で守りぬいた。最期は義経を守るために仁王立ちのまま絶命。「死んでもなお、我を守るか!」と義経に言われた。
静御前（しずかごぜん）
演：藤純子
義経の愛妾。
萌子（もえこ）
（卿の君→萌子）
演：波野久里子
平時忠の娘で義経の妻。義経とともに平泉へ落ち、娘を産むが、最期は義経と母子ともども自刃した。
うつぼ
演：御影京子
鞍馬時代からの義経の幼馴染み。義経に心を寄せる。
モイヤ
演：仲宗根美樹
藤原国衡と蝦夷（えみし）の女（赤路具の妹）との娘。義経を慕う。
るん
演：堀井永子
河越重頼の娘。頼朝より義経の妻として京に送られるが、義経はこれを拒み鎌倉へ送り返した。
常磐（ときわ）
演：山田五十鈴
伊勢の三郎（いせのさぶろう）
演：田中春男
駿河の次郎（するがのじろう）
演：尾上菊蔵
常陸坊海尊（ひたちぼうかいそん）
演：内藤武敏
喜三太（きさんた）
演：常田富士男
佐藤継信（さとう つぐのぶ）
演：岩井半四郎
佐藤忠信（さとう ただのぶ）
演：青山良彦
鷲尾三郎（わしお さぶろう）
演：中村豊
まごめ
演：瑳峨三智子
鷲尾三郎の妹。
鎌田三郎正近（かまだ さぶろうまさちか）
（四条正門坊→鎌田三郎正近）
演：土方弘
鈴木重家（すずき しげいえ）
演：名和宏
片岡為春（かたおか ためはる）
演：尾上梅五郎
片岡経春（かたおか つねはる）
演：草野大悟
亀井重清（かめい しげきよ）
演：金光満樹
江田源三（えだ げんぞう）
演：松本朝夫
熊井太郎（くまい たろう）
演：石井宏明
一條大蔵卿（いちじょう おおくらのきょう）
演：坂東秀調
一條良成（いちじょう よしなり）
演：山田太郎
源十郎行家（みなもとの じゅうろうゆきいえ）
演：坂東好太郎

### 源氏
源頼朝（みなもとの よりとも）
演：芥川比呂志
政治的に無能な義経と対立。しかし、本当は弟思いで後白河法皇に常に警戒するよう説いていた。
北条政子（ほうじょう まさこ）
演：大塚道子
源範頼（みなもとの のりより）
演：太刀川寛
北条時定（ほうじょう ときさだ）
演：大滝秀治
梶原平三景時（かじわら へいざかげとき）
演：中村歌門
梶原源太景季（かじわら げんたかげすえ）
演：服部哲治
大江広元（おおえの ひろもと）
演：北村和夫
土肥実平（どい さねひら）
演：中村福助（中村芝翫とは別人）
熊谷丹治直実（くまがい たんじなおざね）
演：中村竹弥
熊谷直家（くまがい なおいえ）
演：巽秀太郎
後藤新兵衛基清（ごとう しんべえもときよ）
演：上田吉二郎
畠山次郎重忠（はたけやま じろうしげただ）
演：清川新吾
和田小太郎義盛（わだ こたろうよしもり）
演：渥美国泰
土屋三郎宗遠（つちや さぶろうむねとお）
演：小沢重雄
工藤祐経（くどう すけつね）
演：観世寿夫
佐々木源三秀義（ささき げんぞうひでよし）
演：高木新平
佐々木盛綱（ささき もりつな）
演：市川門之助
佐々木高綱（ささき たかつな）
演：水島真哉
河越重頼（かわごえ しげより）
演：須永宏
比企藤内（ひき とうない）
演：纓片達雄
岡崎義実（おかざき よしざね）
演：山田晴生
橘左馬允公長（たちばな さまのじょうきみなが）
演：新井和夫
美尾屋十郎国俊（みおや じゅうろうくにとし）
演：市川男女蔵
那須与一宗高（なすの よいちむねたか）
演：高橋悦史
土佐坊昌俊（とさのぼうしょうしゅん）
演：田崎潤
大貫次郎公宗（おおぬき じろうきみむね）
演：岸田森
頼朝の家来
演：橋爪功

### 平氏
平清盛（たいらの きよもり）
演：辰巳柳太郎
二位の尼（にいのあま）
（平時子→二位の尼）
演：長島丸子
平宗盛（たいらの むねもり）
演：東千代之介
平知盛（たいらの とももり）
演：市村竹之丞
平重衡（たいらの しげひら）
演：久富惟晴
薩摩守忠度（さつまのかみただのり）
演：坂東吉弥
能登守教経（のとのかみのりつね）
演：山口崇
平敦盛（たいらの あつもり）
演：舟木一夫
建礼門院徳子（けんれいもんいんとくこ）
演：鳳八千代
平時忠（たいらの ときただ）
演：清水一郎
平時実（たいらの ときざね）
演：市川謹也
藤原忠清（ふじわらの ただきよ）
演：大塚周夫
悪七兵衛景清（あくしちびょうえかげきよ）
演：加藤武
菊王丸（きくおうまる）
演：市川銀之助

### 奥州藤原氏
藤原秀衡（ふじわらの ひでひら）
演：滝沢修
北の方（きたのかた）
演：渡辺富美子
秀衡の妻。
藤原泰衡（ふじわらの やすひら）
演：片山明彦
しのぶ
演：小川眞由美
河辺太郎の妹で泰衡の妻。
藤原忠衡（ふじわらの ただひら）
演：田村正和
藤原国衡（ふじわらの くにひら）
演：戸田皓久
藤原基成（ふじわらの もとなり）
演：清水将夫
河辺太郎（かわべ たろう）
演：観世栄夫
佐藤荘司元治（さとう しょうじもとはる）
演：高橋正夫
金剛の別当秀綱（こんごうのべっとうひでつな）
演：飯田覚三→清水元
樋爪の太郎（ひづめのたろう）
演：保科三良
新田三郎入道（にった さぶろうにゅうどう）
演：海江田譲二
伴の藤八（とものとうはち）
演：長谷川博
金売り吉次（かねうりきちじ）
（吉次信高→三条の吉次→金売り吉次）
演：加東大介
あかね
演：渡辺美佐子
吉次の妻。

### 朝廷
丹後局（たんごのつぼね）
演：原泉
九条兼実（くじょう かねざね）
演：中村又五郎
高階泰経（たかしな やすつね）
演： 坂東蓑助
平知康（たいらの ともやす）
演：市村家橘
藤原成経（ふじわらの なりつね）
演：猿若清方
一條能保（いちじょう よしやす）
演：林成年

### その他
横川の覚範（よこかわのかくはん）
演：河津清三郎
熊坂長範（くまさか ちょうはん）
演：尾上九朗右衛門
覚日（かくじつ）
演：生井健夫
富樫泰家（とがし やすいえ）
演：大友柳太朗
井家八郎
演：渡辺文雄
赤路具
演：小松方正
トクウス
演：内海賢二
四郎（しろう）
演：辻村真人
くう
演：鷲尾真知子
藤沢入道（ふじさわにゅうどう）
演：川久保潔
愛甲三十郎（あいこう さんじゅうろう）
演：森山周一郎
仏師
演：野本礼三
宇野家の侍
演：島田順司
捕虜の兵
演：前沢迪雄
その他
演：江守徹、井上真樹夫、片岡一、岡本隆、国井正広、後藤元久、高倉英二、豊野健志、高橋一俊、小沢章治、石橋健、太田侍士、久本昇、渡辺貞男、小松富雄、田辺信一郎、石黒高志、国本堅一、栗原正夫、今田佳久、西田晃、比企隆夫、中山光生、松井隆元、松岡健三、若駒冒険グループ

## スタッフ
- 原作：村上元三『源義経』
- 脚本：村上元三
- 音楽：武満徹
- テーマ演奏：NHK交響楽団
- テーマ指揮：外山雄三
- 演奏：東京室内楽団
- 語り：小沢寅三
- 美術考証：新井勝利
- 殺陣：林邦史朗
- 振付：藤間勘紫乃、観世寿夫
- 絵：森村宣永、寺田政明（壇ノ浦の合戦等で、戦闘シーンの代わりに使用）
- 制作：合川明
- 美術：富樫直人
- フィルム撮影：岩井橲周
- 技術：小林長雄
- 演出：吉田直哉

## 音楽
音楽を担当した武満徹にとって、琵琶の使用は1962年の映画『切腹』に次いで最初期の経験であった。
琵琶の演奏は鶴田錦史が担当。鶴田錦史は武満と共同作業で琵琶の新しい奏法を次々と開発し、この『源義経』および映画『怪談』（1964年東宝映画、小林正樹監督）の『耳なし芳一』（同じく平家物語による）をきっかけとして、琵琶曲『壇ノ浦』を作曲した。現代邦楽の琵琶における重要なレパートリーとなっている。
また、この共同作業により琵琶の楽器法を学んだ武満は、映画『暗殺』（1964年松竹映画、篠田正浩監督）、さらに映画『怪談』、そして現代音楽の純音楽作品として『エクリプス』を経て『ノヴェンバー・ステップス』の作曲へと繋がってゆく。劇伴をきっかけに邦楽・洋楽の二人の作曲家がそれぞれ大作を生み出した稀有な例である。
本作のオープニングテーマ曲は、CDに収録されているものに比べ、後述の第33回に放送された時のものは後半の旋律が異なる他、CDより曲自体が短くなっている。また、総集編のオープニングはさらに短く、クレジットはスタッフのみである（キャストのクレジットは本編後に流れ、オープニングとは別の曲が使われている）。

## 放送
特記がない限りウェブサイト「NHKクロニクル」の「NHK番組表ヒストリー」で確認。

### 通常放送時間
- NHK総合テレビジョン：毎週日曜 20時15分 - 21時00分
- （再放送）NHK総合テレビジョン：毎週土曜 13時25分 - 14時10分[6]

### 放送日程
- 第31回は19時30分から特別番組「改造内閣にのぞむ」を放送したため30分繰り下げ。

| 第1回                                                      | 1月 2日  | 鞍馬の火祭     |
| 第2回                                                      | 1月 9日  | 悲母観音       |
| 第3回                                                      | 1月16日  | 五条の橋       |
| 第4回                                                      | 1月23日  | 初冠           |
| 第5回                                                      | 1月30日  | 熊坂はやて     |
| 第6回                                                      | 2月 6日  | 北国の王者     |
| 第7回                                                      | 2月13日  | 一字金輪仏     |
| 第8回                                                      | 2月20日  | 風さわぐ       |
| 第9回                                                      | 2月27日  | 治承の春秋     |
| 第10回                                                     | 3月 6日  | 鐘鳴りわたる   |
| 第11回                                                     | 3月13日  | 天馬           |
| 第12回                                                     | 3月20日  | 黄瀬川の陣     |
| 第13回                                                     | 3月27日  | 鎌倉日和       |
| 第14回                                                     | 4月 3日  | 鳥渡る         |
| 第15回                                                     | 4月10日  | 木隠れの陣     |
| 第16回                                                     | 4月17日  | 動乱の都       |
| 第17回                                                     | 4月24日  | 副将の座       |
| 第18回                                                     | 5月 1日  | 仏の矢         |
| 第19回                                                     | 5月 8日  | 出陣の歌       |
| 第20回                                                     | 5月15日  | 丹波越え       |
| 第21回                                                     | 5月22日  | 福原攻め       |
| 第22回                                                     | 5月29日  | 一ノ谷         |
| 第23回                                                     | 6月 5日  | 都大路         |
| 第24回                                                     | 6月12日  | 院の御所       |
| 第25回                                                     | 6月19日  | 公家雀         |
| 第26回                                                     | 6月26日  | あずさ弓       |
| 第27回                                                     | 7月 3日  | 嵐             |
| 第28回                                                     | 7月10日  | 屋島攻め       |
| 第29回                                                     | 7月17日  | 扇の的         |
| 第30回                                                     | 7月24日  | 渦潮           |
| 第31回                                                     | 7月31日  | 海つばめ       |
| 第32回                                                     | 8月 7日  | その前夜       |
| 第33回                                                     | 8月14日  | 壇ノ浦         |
| 第34回                                                     | 8月21日  | 落日           |
| 第35回                                                     | 8月28日  | 堀河屋形       |
| 第36回                                                     | 9月 4日  | 腰越状         |
| 第37回                                                     | 9月11日  | 暗雲           |
| 第38回                                                     | 9月18日  | 鎌倉の空       |
| 第39回                                                     | 9月25日  | 星月夜         |
| 第40回                                                     | 10月 2日 | 堀河夜討       |
| 第41回                                                     | 10月 9日 | 大物ヶ浦       |
| 第42回                                                     | 10月16日 | 冬の頼り       |
| 第43回                                                     | 10月23日 | 吉野の雪       |
| 第44回                                                     | 10月30日 | 去りにし人の   |
| 第45回                                                     | 11月 6日 | 隠れみの       |
| 第46回                                                     | 11月13日 | 北陸路         |
| 第47回                                                     | 11月20日 | しずのおだまき |
| 第48回                                                     | 11月27日 | 安宅の関       |
| 第49回                                                     | 12月 4日 | 陸奥の空       |
| 第50回                                                     | 12月11日 | 星流る         |
| 第51回                                                     | 12月18日 | 高館           |
| 最終回                                                     | 12月25日 | 雲のゆくえ     |
| 平均視聴率 23.5%（視聴率は関東地区・ビデオリサーチ社調べ） |          |                |

### 総集編
- 前編：1966年12月30日　19時25分から20時59分
- 後編：1966年12月31日　19時30分から20時55分

## 映像の現存状況
本作の収録に使用されていた2インチVTRは非常に高価で長期保管にも不向きな大型サイズだったため、放送終了後に他番組の収録用に使い回されるされるのが一般的であったことから、本作のマスターテープも他作品への転用に伴う上書き消去によって大半の映像が失われてしまった。通常放送回は第1回・第33回・最終回しか残っていないとされるが、これでも1960年代の大河ドラマ作品の中では一番現存映像が多い。映像資料用として保管していたと思われる。また、第3回の五条大橋でのシーンの撮影風景を収録した映像がカラーで現存している。
総集編が完全な形で現存している最古の作品であると同時に、モノクロ作品では唯一総集編のVHS及びDVDが市販されている作品である。前述の現存している通常放送回は映像ソフト化されていないが、2009年2月及び同年11月から12月に掛けて『時代劇専門チャンネル』で放送された。

## 関連作品
- 源義経……本作と同じ原作小説による1955年の映画。
  - 続源義経……上記映画の続編で、本作と同じ原作小説による1956年の映画。
- 源義経……本作と同じ原作小説による1959年のNET（現テレビ朝日）の連続ドラマ。主演は南郷京之助。
- 源義経……本作と同じ原作小説による1991年の日本テレビ年末時代劇スペシャル。